# Hack (computerspil)
Hack er et computerspil, der blev udviklet i 1982, inspireret af spillet Rogue, der var udviklet et par år forinden. Spillet er et enkeltbrugerspil af adventuretypen og går ud på, at spilleren skal udforske et virtuelt hulesystem for at finde Yendor-amuletten. Undervejs møder man en række monstre og andre forhindringer, mens man omvendt finder en række hjælpemidler som våben, rustninge, trylledrikke, penge, skriftruller med hjælpende forklaringer (til at købe genstande).
Spillet er fuldstændig ASCII-tegnbaseret og kørte på standardterminaler, og et eksempel på et udsnit af skærmbilledet fra spillet ses herunder:
| ------ \|....\| \|...(\| ###-@...\| ## \|....\| ### \|..!.\| # ------ |

Tegnet "@" repræsenterer spilleren, der netop er kommet ind i et nyt rum (markeret med lodrette og vandrette streger og "." til at markere tomme gulvpladser). I rummet ses to genstande markeret med "!" og "(". Uden for rummet markerer "#" gange, der forbinder rummene. 
Spillet kom et par år senere i en opdateret udgave, NetHack, der blandt andet gav brugeren valgmuligheder i forhold til sin figur (troldmand, kriger osv.).

## Liste over tegnene
- @ – Spilleren (i dybere kældre også andre mennesker).
- + – En dør.
- $ – Guld.
- % – Mad.
- L – monster;
- l – en leprechaun.
- o – ork
- [ – Rustning.
- # – Korridor.
- < – Trapper der fører ovenpå.